# Tom Middleton
Tom Middleton (Banbury, 18 agosto 1971) è un musicista, disc jockey e compositore inglese.

## Biografia
Pianista e violoncellista di estrazione classica, Middleton cominciò a lavorare nei primi anni novanta con Richard D. James (col quale condivide lo stesso giorno di nascita) co-producendo En-Trance to Exit per l'EP Analogue Bubblebath per Mighty Force Records. A ciò seguì la prima pubblicazione solista, My Splendid Idea, sotto il nome Schizophrenia per la stessa etichetta.
Successivamente, incominciò una feconda collaborazione con Mark Pritchard, realizzando musica sotto gli pseudonimi Reload (techno e ambient music), Global Communication (sotto il cui soprannome pubblicarono 76:14, considerato una pietra miliare del genere), e Jedi Knights (electro funk e house music), a cui si aggiungono i meno noti Chameleon, Secret Ingredients e Link & E621.
I due fondarono anche una loro casa discografica, Evolution, a volte informalmente detta Evolution (Crewekerne) per differenziarla dalle omonime. Congiuntamente alla Warp Records nel 1995 venne pubblicata l'antologia The Theory of Evolution, che raccoglie il materiale realizzata all'interno dell'etichetta, la quale poi si richiamò Universal Language Productions e aprì delle filiali, tra cui Heard, poi E3 (chiusa per fallimento). Queste case discografiche servirono principalmente a Middleton e Pritchard, così come a Matthew Herbert 8con cui Middleton collaborava frequentemente nel progetto Fog City, assieme a Mark Darby della Mighty Force Records), per pubblicare la loro musica.
Oltre a Schizophrenia, i progetti solisti di Middleton sono The Modwheel (experimental house music), Cosmos (progressive house music) The Rebus Project e AMBA (ambient/musica classica), quest'ultimo abbandonato definitivamente nel 2007, Middleton abandoned the AMBA moniker, pur concentrandosi sul genere ambient fondendo tradizioni classiche con electronica, arrangiamenti orchestrali, corali ed elettroacustici. Un nuovo EP, Excursions 1, venne pubblicato a novembre 2007, un mese dopo Lifetracks, album uscito per Big Chill Recordings e primo accreditato a Tom Middleton.
In qualità di produttore, remixer e DJ Middleton si distinse per prolificità e ecletticità, andando ben oltre i confini della musica house e dell'elettronica per riunire stili musicali apparentemente disparati. Questo approccio fu meglio evidenziato nel suo mix del 2004 The Trip, che la BBC descrisse come «un viaggio di scoperta pieno di originalità ed eclettismo». A questo seguì The Trip II nel 2008.
Tra il 2014 e il 2016 Middleton compilò una serie di Purple Playlists per la catena di micro hotel britannica YOTEL.